# Земунска синагога
Земунска синагога је ашкенаска синагога која се налази у старом језгру Земуна на углу улица Преке и рабина Јехуде Алкалаја.

## Опис
Сазидана је 1863. године и била је у добром стању после 1945. године. Током Другог светског рата, велики број земунских Јевреја је убијен, а део преживелих преселио се у Израел. Године 1962. Земунска Јеврејска општина продала је објекат оштини Земун, а општина је синагогу користила за састанке и програме културно-уметничког садржаја, након тога и као магацин. У новембру 1969. године, синагога је постала дискотека, а након тога претворена у ресторан, 1997. године.
Објекат се састоји из два дела, предњег, ужег и краћег и задњег, дужег дела храма. У главном делу се налази дрвена галерија за жене,до које се долази са споредног улаза преко хола. Таваница објекта је равна са орнаментима. На синагоги је сачувано верско обележје, две таблице са десет Божјих заповести. У синагоги је служио Јехуда Алкалај, сефардски рабин, писац, вероучитељ и јеврејски национални радник, по коме данас нови назив улица у којем се овај објекат налази.
Републички завод за заштиту споменика културе Београд је предвидео повратак сакралног објекта синагоге, а 2016. године Агенција за реституцију је 2016. године вратила власништво над синагогом Јеврејској општини Земун, али је у договору са закупцем објекат остао у функцији ресторана Сач.

## Галерија
- Земунска синагога - чеона фасада
- Земунска синагога - улична фасада
- Земунска синагога - дворишна фасада
- Земунска синагога - поглед са угла улица
- Земунска синагога - унутрашњи изглед улични прозори
- Земунска синагога - унутрашњи изглед главни улаз